# 恋の大冒険
『恋の大冒険』（こいのだいぼうけん）は、1970年に東宝系で公開された日本映画。ワイド・フジカラー。

## 概要
主演は人気グループ「ピンキーとキラーズ」の今陽子。東京にやってきた主人公・陽子が恋などに活躍する、スラップスティック・コメディ風のミュージカル映画。
助演にはピンキーとキラーズが所属していたオールスタッフ・プロの由紀さおりと佐良直美、同年2月にひまわりキティーズと発表した「老人と子供のポルカ」が大ヒット中だったベテラン俳優・左卜全、前年にデビュー曲「黒ネコのタンゴ」の大ヒットを記録した童謡歌手・皆川おさむ、人気司会者の前田武彦と土居まさる、ダンスではキューティ・Qやヤング101と、豪華な顔ぶれがそろい、また熊倉一雄を初め、放送開始間もない『サザエさん』の加藤みどり、『魔法使いサリー』の平井道子、後年ルパン三世役で著名となる山田康雄といった声優が顔出し出演している。
アニメーションは和田誠と手塚治虫主宰の虫プロダクションが手掛けている。狂言回しであるカバの造型は、ウルトラシリーズなどを手掛けた高山良策が担当した。

## スタッフ
- 製作：いずみたく、深沢猛、酒井知信
- 脚本：羽仁進、山田宏一、渡辺武信
- 監督：羽仁進
- 撮影：奥村祐司
- 音楽：いずみたく
- 美術：和田誠、灘本唯人、山下勇三、白井宏信
- 照明：辻勇介
- 録音：久保田幸雄
- スチル：折元昭道[3]
- アニメーション：和田誠、虫プロダクション

## 出演者
- 陽子（主人公）：今陽子（ピンキーとキラーズ）
- ナオミ：佐良直美
- 柚木かおり（ファッションモデル）：由紀さおり
- 獅子野（動物主治医）：大矢茂
- 迷竹社長（ラーメン会社社長）：前田武彦
- 居土（迷竹の部下）：土居まさる
- 自然丈博士（獅子野の恩師）：左卜全
- 巻留変名博士：藤村有弘
- 調査団団長：多々良純
- アテレコの人：熊倉一雄、加藤みどり、平井道子、山田康雄
- カメラマン：立木義浩（特別出演）
- ラーメン工場員：ヤング101[注釈 2]、キューティ・Q、ハット・ダンサーズ
- 四季の踊り：ワールド・ダンサーズ
- TV局の歌手：皆川おさむ、置鮎礼子
- 穴を掘る男：ジョージ浜野（ピンキーとキラーズ）
- ビラを貼る巡査：パンチョ加賀美（ピンキーとキラーズ）
- 走り続ける男：エンディ山口（ピンキーとキラーズ）
- 靴をみがく男：ルイス高野（ピンキーとキラーズ）[3]
- 山下勇三（特別出演）
- 植草甚一（特別出演）
- カバのザブ吉

## 挿入歌
『ちびっこカウボーイ』を除き、作曲は全ていずみたく。
『素敵な恋』（主題歌）
- 作詞：岩谷時子 / 編曲：渋谷毅 / 歌：今陽子

『集団就職』
- 作詞：岩谷時子 / 編曲：渋谷毅 / 歌：今陽子、キューティ・Q

『ラーメン工場の歌』
- 作詞：和田誠 / 編曲：大柿隆 / 歌：前田武彦、いずみたく、キューティ・Q

『迷竹ラーメンの歌』
- 作詞：岩谷時子 / 編曲：渋谷毅 / 歌：前田武彦、キューティ・Q

『動物を守る唄』
- 作詞：岩谷時子 / 編曲：渋谷毅 / 歌：キューティ・Q

『私はカバーガール』
- 作詞：岩谷時子 / 編曲：渋谷毅 / 歌：今陽子

『ちびっこカウボーイ』
- 作詞：ヴィンチェンツォ・ヴェルドゥーチ / 訳詞：阪田寛夫 / 作曲：アントニエッタ・ヴェド・アレクシス・カルデローニ / 編曲：小森昭宏 / 歌：皆川おさむ、置鮎礼子

『アテレコの歌』
- 作詞：和田誠、いずみたく / 編曲：渋谷毅 / 歌：熊倉一雄、山田康雄、平井道子、加藤みどり

『カバと陽子のデュエット』
- 作詞：和田誠 / 編曲：大柿隆 / 歌：今陽子

『野性の恋』
- 作詞：岩谷時子 / 編曲：渋谷毅 / 歌：今陽子

『大都会のブルース』
- 作詞：羽仁進、いずみたく / 編曲：渋谷毅 / 歌：キラーズ

『公聴会の歌』
- 作詞：羽仁進、いずみたく / 編曲：渋谷毅 / 歌：左卜全、藤村有弘、多々良純

『追っかけっこの歌』
- 作詞：いずみたく / 編曲：渋谷毅 / 歌：ピンキーとキラーズ

『ピンキーどこへ行く』
- 作詞：藤田敏雄 / 編曲：渋谷毅 / 歌：ピンキーとキラーズ

## 映像ソフト
- 1990年1月1日に東宝ビデオからビデオソフト（VHS）が発売・レンタルされたが絶版、現在はDVD化はされていない。

## 同時上映
- 『サインはV』